# Jim Mollison
Jim Mollison (eg. James Allen Mollison), född 19 april 1905, död 30 oktober 1959; skotsk flygpionjär.
1931 flög han från Australien till England på 8 dagar, 19 timmar och 28 minuter.
29 juli 1932 gifte han sig med flygpionjären Amy Johnson. Tillsammans gjorde de den allra första flygturen från öst till väst över Nordatlanten, och flera andra pionjärflygningar, innan paret skilde sig 1938.
Han bosatte sig sedermera i London där han blev ägare till en pub.